# 梁川禎浩
梁川 禎浩（やながわ ただひろ、1986年〈昭和61年〉4月25日 - ）は、日本の元プロバスケットボール選手。韓国生まれ大阪府出身の在日韓国人。現役時代のポジションはシューティングガード。役職はアシスタントコーチ。大阪学院大学高等学校所属。

## 来歴
尼崎市立城内中学校を卒業後、名門秋田県立能代工業高等学校に進学。怪我に悩まされたが、3年になりエースナンバー7番を任され活躍し、ウィンターカップ優勝などに貢献。
その後、筑波大学を経て、2009年にパナソニックトライアンズに入団。
2011年、リンク栃木ブレックスに移籍。育成契約からA契約を勝ち取る。
2013年、兵庫ストークスに移籍。
2019年に現役引退。
2020年から大阪学院大学高等学校でコーチを務めている。